# Villacidro
Villacidro ist eine italienische Gemeinde mit 13.117 Einwohnern (Stand 31. Dezember 2023) in der Provinz Medio Campidano auf Sardinien. Villacidro ist die Hauptstadt der Provinz Medio Campidano im Südwesten der Insel, Sitz der Provinzverwaltung und des Präsidenten ist jedoch Sanluri.
Im Zweiten Weltkrieg befand sich zwischen Villacidro und Serramanna der Militärflugplatz Villacidro-Trunconi (⊙), der nacheinander von den italienischen, deutschen und amerikanischen Luftstreitkräften genutzt wurde. Auf dem Gelände befindet sich heute unter anderem eine Pferderennbahn.

## Söhne und Töchter der Stadt
- Giuseppe Dessì (1909–1977), Schriftsteller
- Giuseppe Pittau (1928–2014), Kurienerzbischof, kommissarischer General der Societas Jesu
- Elisabetta Curridori (* 1991), Triathletin

## Einzelnachweise

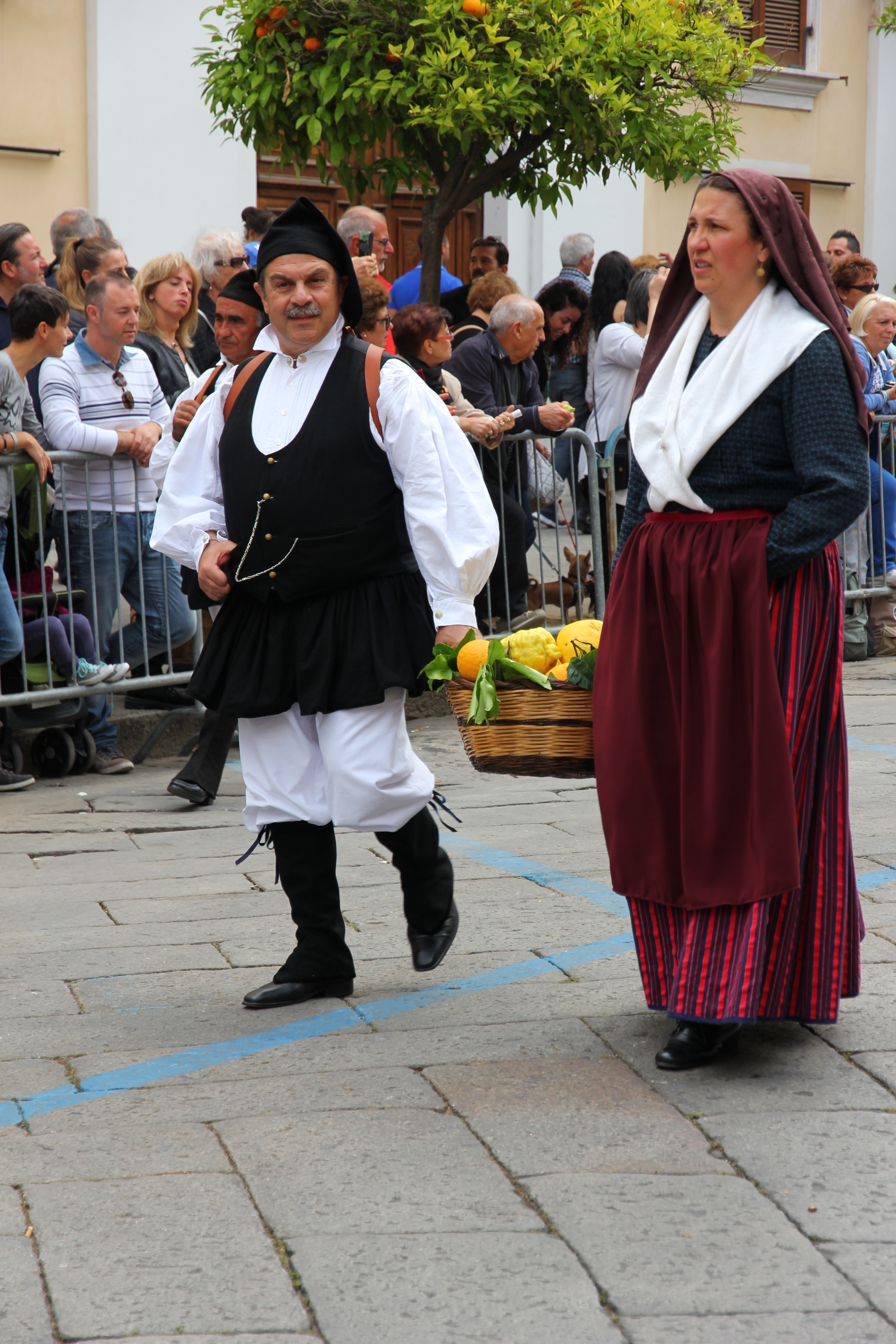
Traditionelle Tracht